# Pavel Kolendas
Pavel Kolendas (Павел Колендас) fue un pintor ruso que vivió y trabajó en Pereslavl-Zalessky.
Kolendas nació en 1820. Un puñado de sus retratos sobreviven en el museo de Pereslavl-Zalessky, incluyendo retratos de hijos de trabajadores locales, pintados durante la década de los 1840. Sus trabajos se adscriben a la categoría del arte ruso conocida como “parsuna”, la cual abarca retratos de temática religiosa y personal de pintores rusos que adoptaron el estilo de los salones de Europa Occidental. Su estilo ha sido comparado, aunque menos favorablemente, a trabajos similares de Grigory Ostrovsky y Nikolay Mylnikov.